# یواس‌اس باورز (دی‌ئی-۶۳۷)
یواس‌اس باورز (دی‌ئی-۶۳۷) (به انگلیسی: USS Bowers (DE-637)) یک کشتی بود که طول آن ۳۰۶ فوت (۹۳ متر) بود. این کشتی در سال ۱۹۴۳ ساخته شد.